# Кужбинське сільське поселення
Кужби́нське сільське поселення (рос. Кужбинское сельское поселение) — муніципальне утворення у складі Усть-Куломського району Республіки Комі, Росія. Адміністративний центр — село Кужба.

## Населення
Населення — 997 осіб (2017, 1067 у 2010, 1270 у 2002, 1493 у 1989).

## Склад
До складу поселення входять такі населені пункти:
| Населений пункт      | Населення, осіб (1989) | Населення, осіб (2002) | Населення, осіб (2010) |
| -------------------- | ---------------------- | ---------------------- | ---------------------- |
| Кужба, село          | 362                    | 353                    | 277                    |
| Мала Кужба, присілок | 234                    | 202                    | 164                    |
| Оз'яг, селище        | 649                    | 538                    | 496                    |
| Ульяново, селище     | 248                    | 177                    | 130                    |